# Auberville-la-Campagne
Auberville-la-Campagne és un municipi francès situat al departament del Sena Marítim i a la regió de Normandia. L'any 2007 tenia 612 habitants.

## Demografia

### Població
El 2007 la població de fet d'Auberville-la-Campagne era de 612 persones. Hi havia 218 famílies de les quals 28 eren unipersonals (8 homes vivint sols i 20 dones vivint soles), 79 parelles sense fills, 107 parelles amb fills i 4 famílies monoparentals amb fills.
La població ha evolucionat segons el següent gràfic:
Habitants censats

### Habitatges
El 2007 hi havia 230 habitatges, 219 eren l'habitatge principal de la família, 2 eren segones residències i 9 estaven desocupats. 228 eren cases i 2 eren apartaments. Dels 219 habitatges principals, 204 estaven ocupats pels seus propietaris, 13 estaven llogats i ocupats pels llogaters i 2 estaven cedits a títol gratuït; 1 tenia dues cambres, 6 en tenien tres, 63 en tenien quatre i 148 en tenien cinc o més. 187 habitatges disposaven pel capbaix d'una plaça de pàrquing. A 63 habitatges hi havia un automòbil i a 144 n'hi havia dos o més.

### Piràmide de població
La piràmide de població per edats i sexe el 2009 era:
| Homes | Edats   | Dones |
| ----- | ------- | ----- |
| 0     | 95 o +  | 0     |
| 0     | 90 a 94 | 0     |
| 0     | 85 a 89 | 0     |
| 4     | 80 a 84 | 0     |
| 8     | 75 a 79 | 4     |
| 4     | 70 a 74 | 16    |
| 0     | 65 a 69 | 4     |
| 8     | 60 a 64 | 12    |
| 12    | 55 a 59 | 4     |
| 16    | 50 a 54 | 20    |
| 20    | 45 a 49 | 16    |
| 40    | 40 a 44 | 56    |
| 36    | 35 a 39 | 32    |
| 16    | 30 a 34 | 8     |
| 12    | 25 a 29 | 8     |
| 16    | 20 a 24 | 16    |
| 12    | 15 a 19 | 28    |
| 40    | 10 a 14 | 40    |
| 28    | 5 a 9   | 28    |
| 4     | 0 a 4   | 8     |

## Economia
El 2007 la població en edat de treballar era de 435 persones, 317 eren actives i 118 eren inactives. De les 317 persones actives 303 estaven ocupades (167 homes i 136 dones) i 14 estaven aturades (3 homes i 11 dones). De les 118 persones inactives 42 estaven jubilades, 42 estaven estudiant i 34 estaven classificades com a «altres inactius».

### Ingressos
El 2009 a Auberville-la-Campagne hi havia 219 unitats fiscals que integraven 631 persones, la mediana anual d'ingressos fiscals per persona era de 21.549 €.

### Activitats econòmiques
Dels 15 establiments que hi havia el 2007, 2 eren d'empreses de fabricació d'altres productes industrials, 2 d'empreses de construcció, 3 d'empreses de comerç i reparació d'automòbils, 1 d'una empresa de transport, 1 d'una empresa d'informació i comunicació, 1 d'una empresa immobiliària, 3 d'empreses de serveis, 1 d'una entitat de l'administració pública i 1 d'una empresa classificada com a «altres activitats de serveis».
Dels 2 establiments de servei als particulars que hi havia el 2009, 1 era un taller de reparació d'automòbils i de material agrícola i 1 fusteria.
L'any 2000 a Auberville-la-Campagne hi havia 7 explotacions agrícoles que ocupaven un total de 196 hectàrees.

## Equipaments sanitaris i escolars
El 2009 hi havia una escola elemental.

## Poblacions més properes
El següent diagrama mostra les poblacions més properes.